# Chloris monguilloti
El verderón vietnamita (Chloris monguilloti) es una especie de ave paseriforme de la familia Fringillidae endémica de Vietnam.

## Distribución y hábitat
Se encuentra únicamente en los montes del sur de Vietnam. Su hábitat natural es son los bosques húmedos tropicales de montaña, entre los 1000 y 1900 m s. n. m.
Está amenazada por pérdida de hábitat.